# Bon-Chrétien Williams
Pour les articles homonymes, voir Chrétien (homonymie) et Williams.
La Bon-Chrétien Williams (ou Williams ou Bartlett) est la variété de poire la plus cultivée dans le monde.
Espèce

## Origine
Comme souvent, les origines de cette variété sont incertaines. « Bon-Chrétien » doit son nom à saint François de Paule que Louis XI avait fait appeler sur son lit de mort pour le guérir. Saint François de Paule offrit au roi une semence de poirier de sa Calabre natale avec instructions de la planter et d’en prendre grand soin. Le poirier fut baptisé « Bon-Chrétien ».
Cette poire Bon-Chrétien deviendra la poire préférée de Jean-Baptiste de La Quintinie, agronome mort en 1688, jardinier du roi Louis XIV et créateur du Potager du Roi à Versailles.
Une fois passée en Angleterre à la fin du XVIIe siècle, la « Bon-Chrétien » aurait pris le nom d’un jardinier nommé Williams.
Selon d’autres sources, la « Williams » est l’œuvre d’un instituteur du nom de Stair Wheeler habitant à Aldermaston, issue d’un semis naturel dans son jardin vers 1796. Il aurait ensuite fallu attendre le début du XIXe siècle pour que cette variété commence à se répandre grâce à un pépiniériste londonien, Williams de Turnham Green, qui aurait laissé une partie de son nom (Williams) à cette catégorie de poire.
Elle fut introduite aux États-Unis, vers 1799, par Enoch Bartlett de Dorchester (Massachusetts). Depuis, elle est appelée Bartlett aux États-Unis.
En France, c’est seulement vers 1828 que Léon Leclerc, ancien député de la Mayenne et pomologiste, introduisit et propagea cette variété dans les vergers français.

## Synonymes
- "Bon Chrétien Williams."
- "D'Angleterre."
- "Bartlett" ou "Bartlett de Boston."
- "Guillaume."
- "Barnet Williams"
- "Bon Chrétien Barnets."
- "Bartlett Williams."
- "Delavault."
- "Charles Durieux."
- "Clara Durieux."
- "Doyenné Clément[1]."

## Description

### Fruit

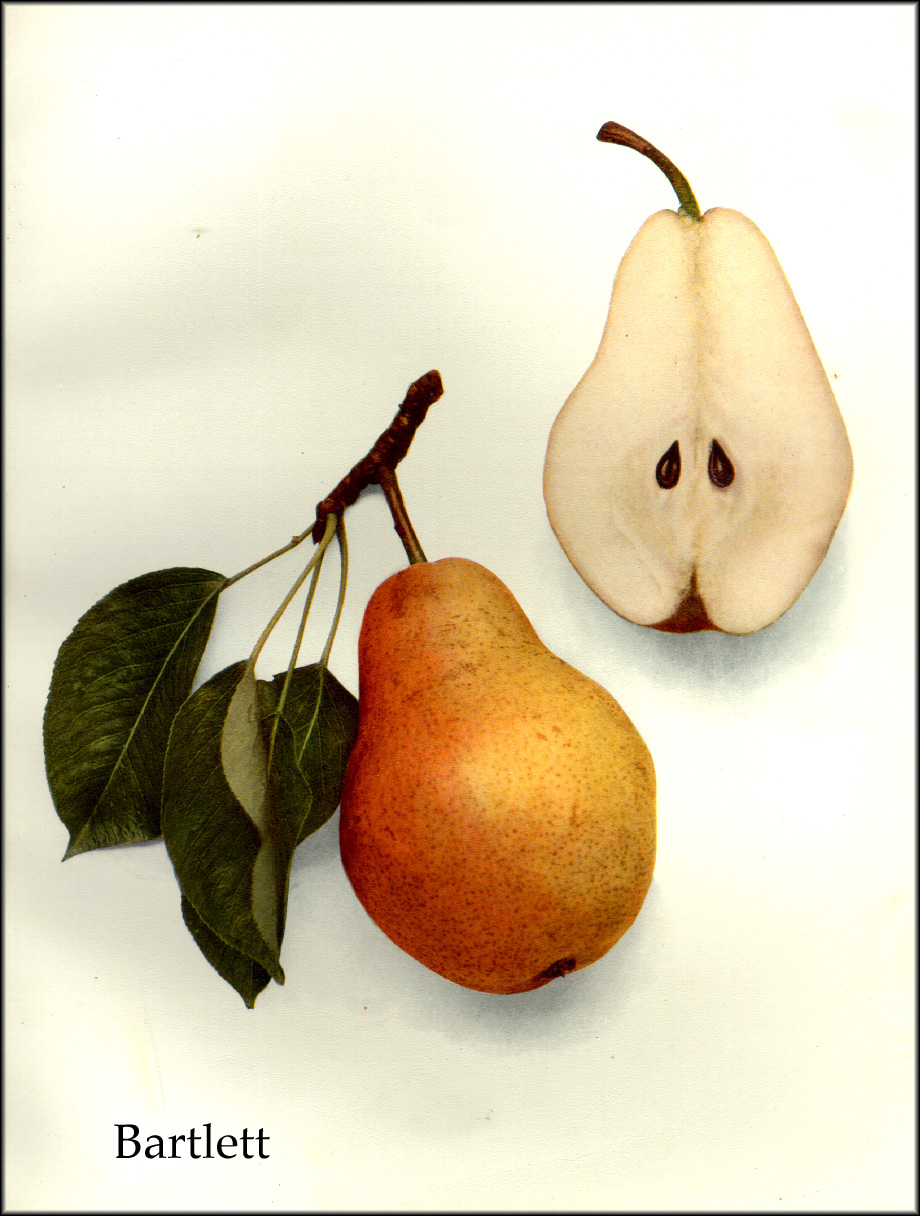

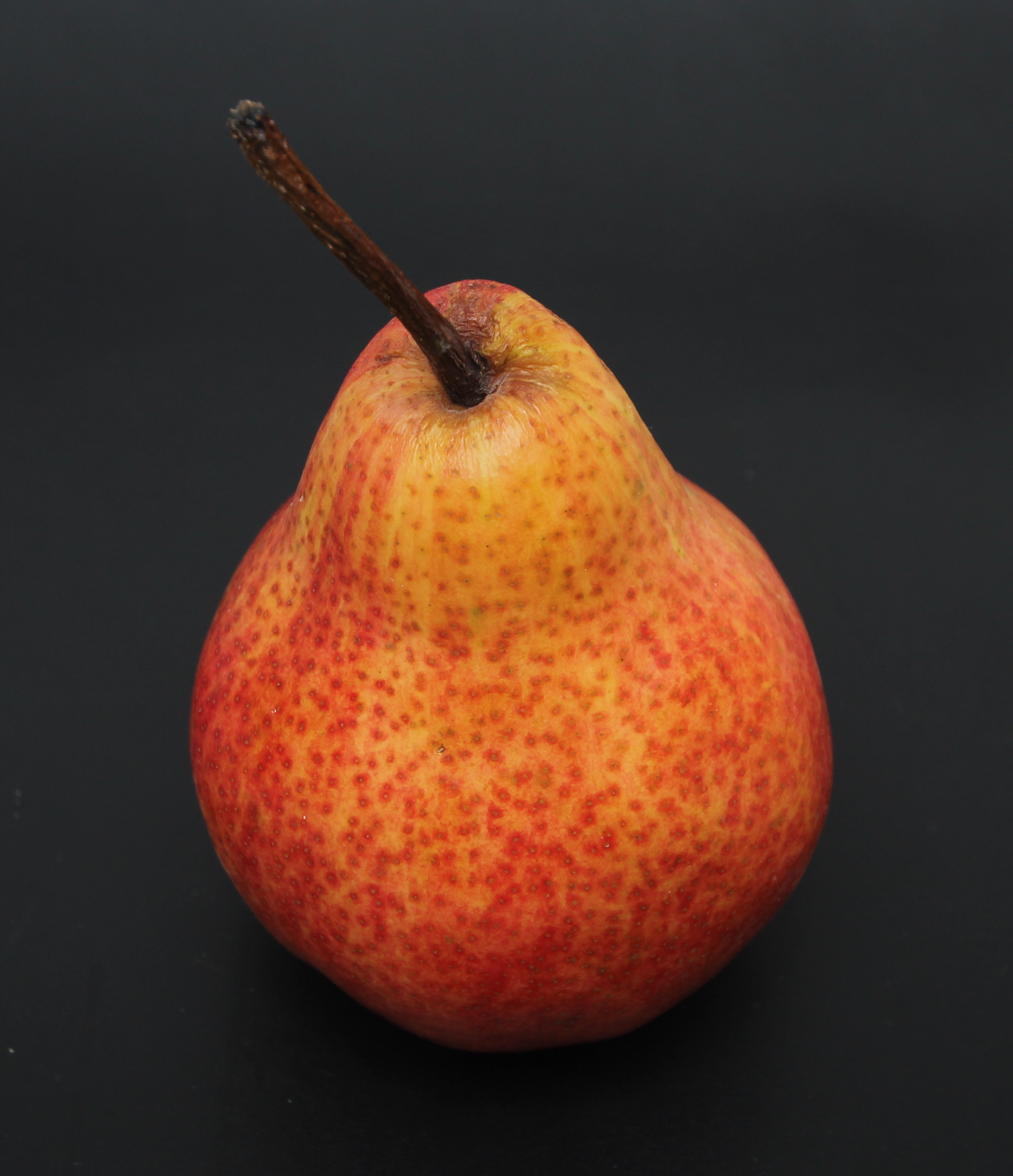
La variété rouge.

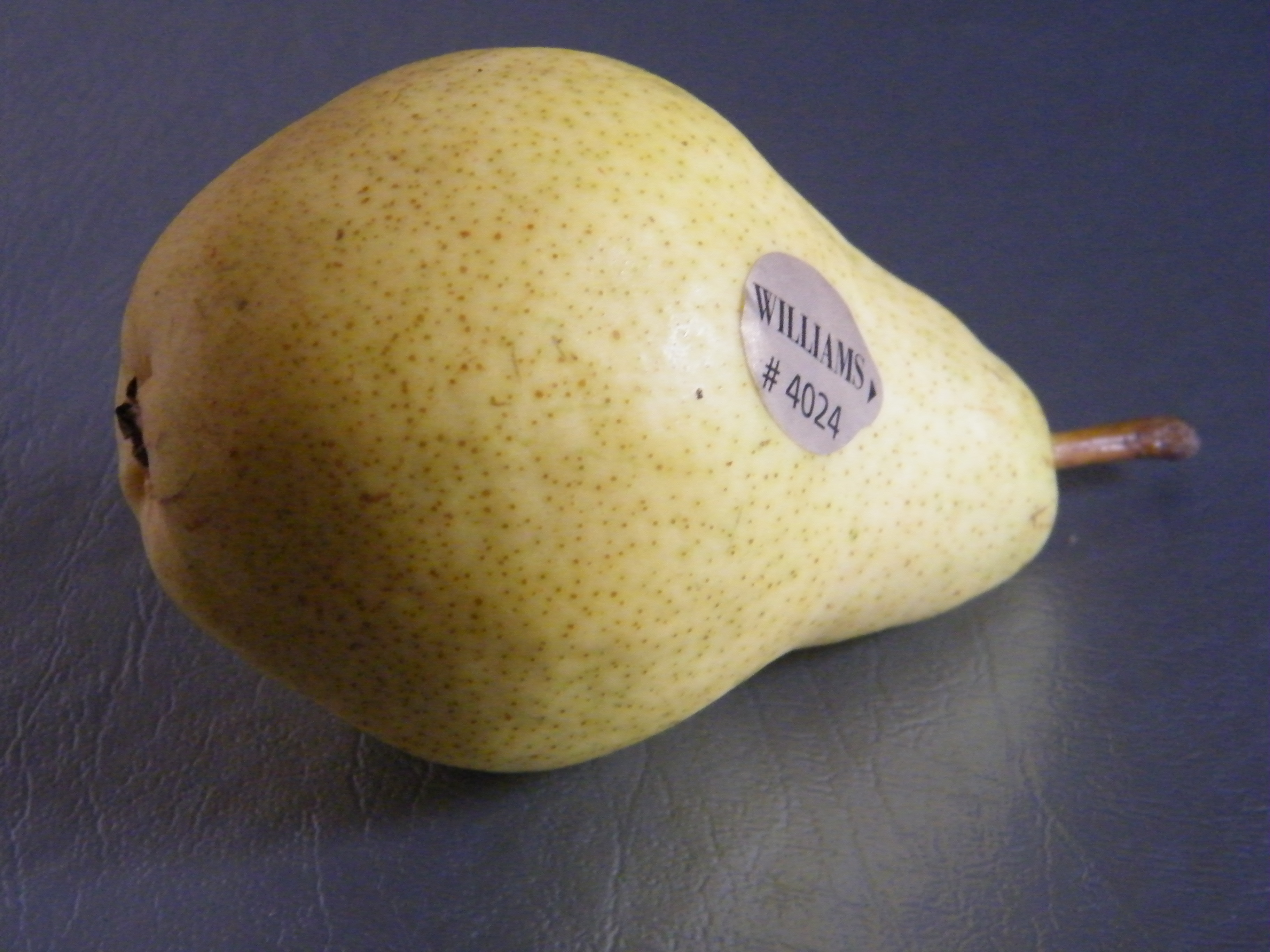
Williams d'origine française, #4024.

C’est une poire assez grosse, juteuse, sucrée avec une pointe d’acidité. Sa chair blanche non granuleuse est très aromatique.
Sa peau passe du vert clair au jaune doré à maturité.
Elle est disponible d’août à octobre, donc assez précoce et régulière.
Fragile, elle craint les chocs et s’oxyde vite. En cuisine, on recommande de l’arroser d’un peu de jus de citron pour éviter qu’elle ne brunisse lorsqu’elle est crue. Elle supporte aussi très bien la cuisson.
Il existe une variante appelée « Williams rouge ».

## Arbre

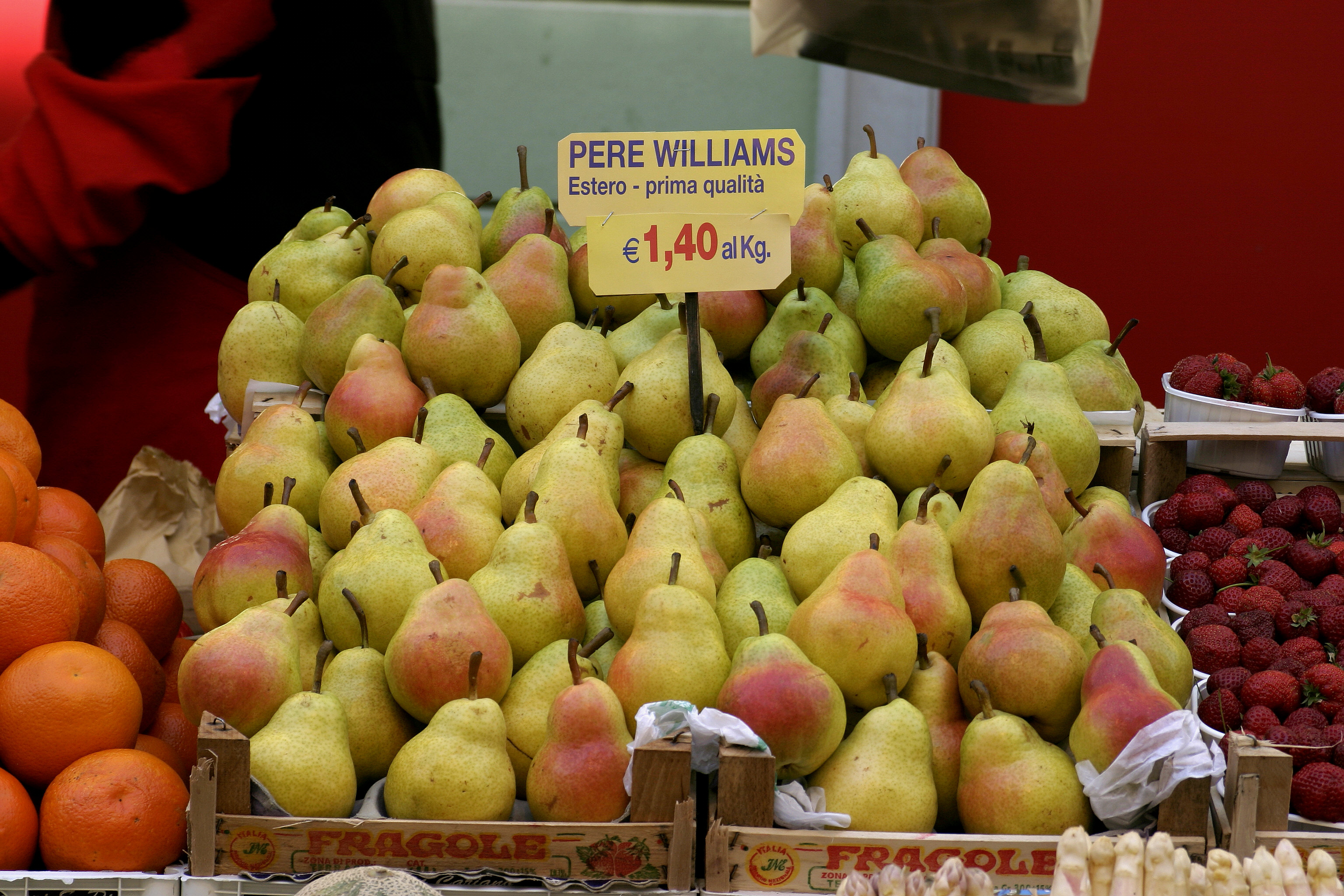
Poires du commerce.

Pyrus communis « Williams » est un poirier facile de culture. C’est un arbre vigoureux et fertile à bois jaune et à floraison tardive. Il peut être utilisé en espalier, en fuseau ou haute tige. Il est peu sensible aux maladies mais préfère les sols légers, profonds et pas trop calcaires. À la différence de la majorité des poiriers, la Williams ne peut pas se greffer sur cognassier. Il est recommandé de la surgreffer sur Doyenné du Comice ou Beurré Hardy. Cette variété constitue un très bon pollinisateur pour la plupart des autres poiriers (excepté Seckel). Williams est autofertile mais se marie très bien avec Beurré Bosc ou Anjou.
Conviennent aussi pour : 
- « Belle Epine du Mas »
- « Passe-Crassane »
- « Packham's Triumph »
- « Conférence »
- « Clapp's Favorite »
- « Doyenné du Comice »
- « Dr. Jules Guyot »

Par contre, nette incompatibilité avec le pollen de « Louise bonne d'Avranches ».

## Eau-de-vie
En France, de l'eau-de-vie à base de poire Williams est produite dans le Loiret, dans la commune d'Olivet. Elle porte le nom de « Poire d'Olivet ». Elle est fabriquée de manière artisanale au sein de l'ancienne coopérative viticole et fruitière de la commune, la COVIFRUIT.
En Suisse, de l'eau-de-vie à base de poire Williams est produite en Valais sous le nom d' Eau-de-vie de poire du Valais AOP, elle est appelée Williamine.
Certains producteurs mettent en vente des bouteilles d'eau-de-vie contenant une poire entière. Pour obtenir cette performance, le fruit est introduit dans la bouteille directement sur l'arbre, en début de croissance, et doit être maintenu ainsi jusqu'à la cueillette.